# Марк Клок
Марк Клок (на нидерландски: Marc Klok) е холандски футболист, който играе като полузащитник за Черно море (Варна). Роден е на 20 април 1993 г. в Амстердам, Нидерландия.

## Кариера
Клок е юноша на ФК Утрехт. През юни 2013 г. подписва професионален договор с шотландския Рос Каунти. Дебютира в Шотландска премиър лига на 9 ноември 2013 г. при загуба с 1:4 от гранда Селтик, като до края на сезона изиграва общо едва 6 мача. През юли 2014 г. Клок разтрогва договора си с Рос Каунти.
След два месеца без отбор, в началото на октомври 2014 г. Клок започва проби в Черно море. Оставя добри впечатления и на 13 октомври подписва договор с „моряците“.

## Успехи
Черно море
- Купа на България (1): 2014–15